# Kanadische Badmintonnationalmannschaft
Die kanadische Badmintonnationalmannschaft repräsentiert Kanada in internationalen Badmintonwettbewerben.

## Teilnahme an Welt- und Kontinentalmeisterschaften
| Thomas Cup - Thomas Cup 1949 – Qualifikation - Thomas Cup 1952 – Qualifikation - Thomas Cup 1955 – Qualifikation - Thomas Cup 1958 – Qualifikation - Thomas Cup 1961 – Qualifikation - Thomas Cup 1964 – Qualifikation - Thomas Cup 1967 – Qualifikation - Thomas Cup 1970 – 3. - Thomas Cup 1973 – 3. - Thomas Cup 1976 – 5. - Thomas Cup 1979 – 5./6. - Thomas Cup 1982 – Qualifikation - Thomas Cup 1984 – Qualifikation - Thomas Cup 1988 – Qualifikation - Thomas Cup 2008 – 9.–12. - Thomas Cup 2012 – Qualifikation | Uber Cup - Uber Cup 1957 – Qualifikation - Uber Cup 1960 – 4. - Uber Cup 1963 – 4. - Uber Cup 1966 – 4. - Uber Cup 1969 – Qualifikation - Uber Cup 1972 – 5. - Uber Cup 1975 – 3. - Uber Cup 1978 – Qualifikation - Uber Cup 1981 – 3. - Uber Cup 1984 – 5./6. - Uber Cup 1986 – 7./8. - Uber Cup 1988 – Qualifikation - Uber Cup 1990 – Qualifikation - Uber Cup 2004 – 9.–12. - Uber Cup 2008 – Qualifikation - Uber Cup 2012 – Qualifikation | Sudirman Cup - Sudirman Cup 1989 – 13. - Sudirman Cup 1991 – 14. - Sudirman Cup 1993 – 12. - Sudirman Cup 1995 – 12. - Sudirman Cup 1997 – 14. - Sudirman Cup 1999 – 18. - Sudirman Cup 2001 – 16. - Sudirman Cup 2007 – 22. - Sudirman Cup 2011 – 16. |

## Bekannte Spieler und Spielerinnen
| Herren - Stephan Wojcikiewicz - Mike Beres - Mike Butler - Iain Sydie - Wayne Macdonnell - Anil Kaul - Bruce Rollick - William Milroy - Brent Olynyk - Bobby Milroy | Damen - Dorothy Walton - Wendy Clarkson - Dorothy Tinline - Marjory Shedd - Kara Solmundson - Si-an Deng - Eileen George - Robbyn Hermitage - Judi Rollick - Anna Rice - Charmaine Reid - Claire Lovett - Doris Piché - Helen Nichol - Denyse Julien |